# Caradrina rebeli
Caradrina rebeli är en fjärilsart som beskrevs av Otto Staudinger, 1901. Caradrina rebeli ingår i släktet Caradrina och familjen nattflyn, Noctuidae. Tre underarter finns listade i Catalogue of Life, Caradrina  rebeli grancanariae Pinker, 1962, Caradrina  rebeli hierrensis Pinker, 1969 och Caradrina  rebeli lapalmae Pinker, 1962.